# Podocnemis expansa
Pour les articles homonymes, voir Arran et Arrau (homonymie).
Espèce
Synonymes
- Emys expansa Schweigger, 1812
- Emys amazonica Spix, 1824
- Hydraspis bitentaculata Gray, 1831
- Testudo arrau Humbold in Gray, 1831

Statut de conservation UICN

 CD  : Dépendant de la conservation
(appellation d’avant 2001)
Statut CITES
Podocnemis expansa est une espèce de tortues de la famille des Podocnemididae. Elle est appelée Arrau, Arran ou Tortue tartaruga.

## Répartition
Cette espèce se rencontre au Brésil, au Bolivie, en Colombie, en Équateur, au Guyana, au Pérou et au Venezuela. Sa présence à la Trinité est incertaine.

## Description
C'est une grande tortue aquatique qui possède une carapace aplatie et peut peser jusqu'à 45 kg. Les mâles sont plus petits.

## Publication originale
- Schweigger, 1812 : Prodromus Monographia Cheloniorum auctore Schweigger. Königsberger Archiv für Naturwissenschaft und Mathematik, vol. 1, p. 271-368 & 406-458 (texte intégral).